# Линден, Эрик (борец)
 Карл Эрик Нильс Линден (швед. Karl Erik Nils Lindén; 8 октября 1911, Мальмё, Швеция — 22 декабря 1992, Стокгольм, Швеция) — шведский борец вольного стиля, бронзовый призёр Олимпийских игр по борьбе, двукратный чемпион Швеции (1945, 1948) 

## Биография
Родился в 1911 году в Мальмё. Выступал за клубы BK Athén и Brandkårens IK
Представлял Швецию на Олимпийских играх 1948 года, боролся в среднем (до 79 килограммов) весе и сумел завоевать бронзовую медаль Олимпийских игр. 
См. таблицу турнира
Был разносторонним спортсменом, выступал в соревнованиях по лёгкой атлетике, футболу и бадминтону. 
Умер в 1992 году. 